# Lysá (přírodní rezervace)
Přírodní rezervace Lysá (slovensky Prírodná rezervácia Lysá) se nachází v geomorfologickém celku Vihorlatské vrchy v katastrálním území obcí Podhoroď a Choňkovce v okrese Sobrance v Košickom kraji.
Je součást chráněné krajinné oblasti Vihorlat, leží na její východním okraji v údolí Sobraneckého potoka na jihovýchodním svahu Sokolovce (627,6 m n. m.). Byla vyhlášena v roce 1993 na ploše 3,95 ha na strmých svazích jižní části Vihorlatských vrchů. Přírodní rezervace je pozoruhodná izolovaným výskytem dubu mnohoplodého (Quercus Polycarpe) a vzácnými lesními a lesostepního teplomilnými společenstvími. Další vzácnou dřevinou je dřín obecný (Cornus mas), který zde vytváří izolovanou lokalitu výskytu. V podrostu roste několik druhů vzácných bylin, např. kamejka modronachová a kosatec trávovitý. Rezervace je přístupná po červeně značené turistické stezce z obce Podhoroď směrem do Strihovského sedla (644 m n. m.) a dále na Sninský kámen (1006 m n. m.).